# Comté de Cloncurry
Le comté de Cloncurry est une zone d'administration locale dans l'ouest du Queensland en Australie.
Le comté comprend les villes de :
- Cloncurry ;
- Duchess ;
- Dajara ;
- Kajabbi ;
- Malboom ;
- Quamby.

Il comprend également la ville fantôme de Mary Kathleen, ancienne cité liée à l'exploitation de l'uranium dans la région.
L'économie du comté est basée sur l'élevage du bétail et l'industrie minière.